# L'Origine de l'œuvre d'art
Pour des articles plus généraux, voir Martin Heidegger et La philosophie de Martin Heidegger.
L'Origine de l'œuvre d'art (en allemand Der Ursprung des Kunstwerkes) est le titre d'une conférence prononcée par Martin Heidegger, une première fois à Fribourg-en-Brisgau en novembre 1935, traduite en édition bilingue, hors commerce par Emmanuel Martineau, renouvelée en janvier 1936 à l’Université de Zurich. Le texte définitif édité dans Chemins qui ne mènent nulle part, en allemand Holzwege («  Chemins de bois »), correspond à l'une des trois conférences, assez différentes, prononcées ultérieurement les 17 et 24 novembre et le 4 décembre 1936 à l’université de Francfort, et traduit par Wolfgang Brokmeier .
Hans-Georg Gadamer qui assista personnellement à l'une d'entre elles, révèle combien cette conférence fit sensation en raison de « la conceptualité inouïe et surprenante qui osait s'élever autour de ce thème », où il était question de « Monde » mais aussi en contrepoint de « Terre, » mots qui résonnaient « d'une tonalité mythique et gnostique », du ciel et de la terre et aussi, du combat entre les deux. Christian Dubois à son tour insiste sur le caractère inattendu et majeur de cette volte‐face: rien dans son ouvrage maître Être et Temps ne laissait entendre qu’une œuvre d’art puisse servir de fil conducteur à la question du sens de l’être .
Hadrien France-Lanord note que ce texte qu'il qualifie de fulgurant « ne doit pas être séparé du colossal travail qu'effectue Heidegger pas à pas en dialogue avec les grands textes de la métaphysique. »,

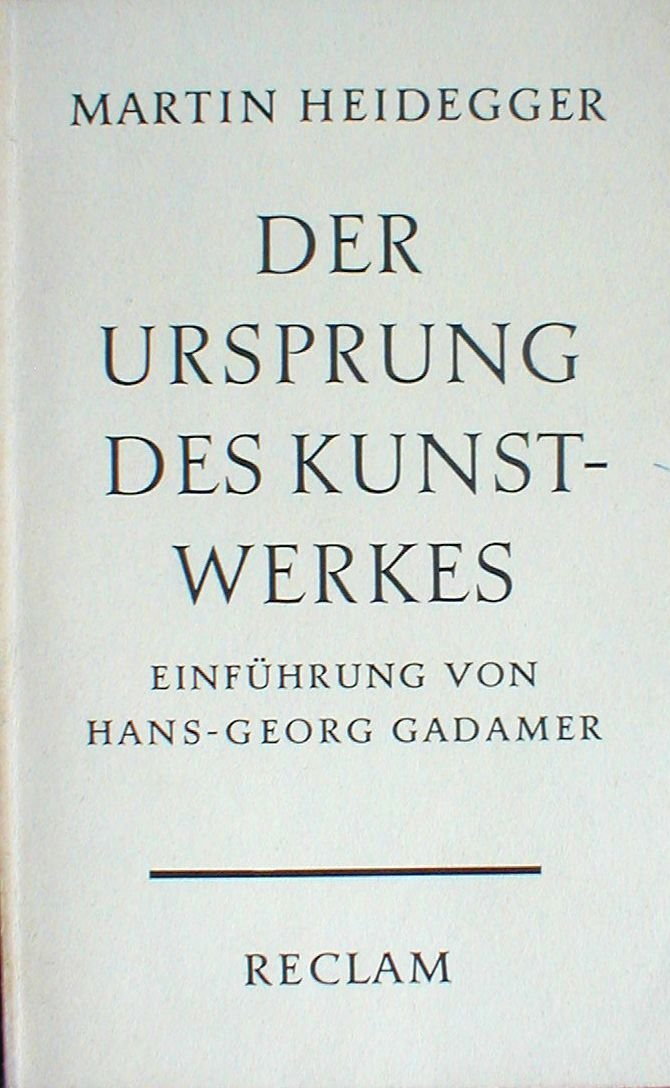
The Origin of the Work of Art (German edition)

## Le but poursuivi

### L'art est, en son essence, une origine
Heidegger déclare dès le début de sa conférence « origine signifie ici, ce à partir de quoi et ce par où la chose est ce qu'elle est, et comment elle l'est [...] L'origine d'une chose c'est la provenance de son essence ». Mais ce dont il est question dans cette conférence ce n'est pas de l'origine de l'art, sa source, mais bien le fait que « l'art lui-même en son essence, est une origine ». La source de quoi ? la source d'un « peuple historial ».
Ainsi précise Françoise Dastur, Heidegger pense que l'art n'est pas une représentation de la nature, ni une production, mais un événement ontologique . Pour lui, l'art précède la nature c'est l'art qui donne « aux êtres naturels leur visibilité ». « Tout ici est renversé : c'est le temple dans sa tenue, qui donne pour la première fois aux choses le visage grâce auquel elles deviendront à l'avenir visibles et pour un temps le demeureront ».

### La question de l'art est une question historique
Ce dont il s'agit ce n'est pas d'« histoire de l'art », mais la prise en compte de : « la puissance historique de l'art lui-même, et au premier chef de la poésie, au sens où l'art fonde l'histoire, ouvre un monde et, ainsi, accomplit un advenir de la « vérité » elle-même ». Dans l'esprit d'Heidegger, certaines œuvres « parce qu'elles ouvrent l'avenir, configurent l'être d'un peuple possible (en l'occurrence le peuple allemand), doivent être « sues » et « gardées » », écrit Christian Dubois qui note à ce propos la prolifération du terme « Volk » (le peuple), dans la première conférence.
« L'art est fondamentalement « historial ». Il n'a rien ni d'éternel ni d'accidentel . Il n'est pas, en ce sens, imitation d'une nature vouée à n'être qu'une substance formelle « a-temporelle » [...] Il ne s'agit même pas pour Heidegger de reproduire une pseudo essence générale des choses » écrit Marc Froment-Meurice
Poser la question de l'« être de l'œuvre », n'est donc pas pour  Heidegger, rédiger une nouvelle « esthétique philosophique » , « mais aller à la rencontre de l'œuvre historique et de ses effets déroutants ». Ainsi l'« esthétique » appartient à une époque qui « juge l'« œuvre d'art », non pas en elle-même, mais eu égard à l'effet qu'elle est susceptible de produire sur la sensibilité et sur l'affectivité de celui qui la considère » rapporte Alain Boutot,.. « L'œuvre d'art devient l'objet de ce que l'on appelle expérience vécue, en conséquence de quoi l'art passe pour une expression de la vie humaine »  cité par Marc Froment-Meurice, « signifiant clairement, pour Heidegger, la mort de l'art ».
Heidegger pense trouver l'essence de l'art créateur dans l'art « originaire », encore non conceptuel de la Grèce antique (avant Platon) autrement dit, un art qui ne relevait pas encore d'une esthétique et sur cette base accéder à l'essence de l'« œuvre d'art »,.

### Mouvement général du texte
Le texte de la conférence se développe globalement selon les trois moments qui suivent : 

#### La chose et l'«œuvre»
Constatant que « l'œuvre d'art » est d'abord une « chose », Heidegger cherche en premier lieu à savoir si l'essence de la « chose » ne pourrait pas ouvrir un accès à l'essence de l'« œuvre d'art ». Heidegger, montre que les différentes manières que la tradition philosophique nous offre  pour accéder à l'essence de la chose (support de qualités marquantes, unité d'une multiplicité et matière informée) sont impuissantes à nous faire accéder à l'essence de l'œuvre. Outre le fait d'être une chose, l'œuvre d'art est aussi une œuvre ou dans la terminologie heideggérienne un « produit ». Marc Froment-Meurice, trouve « remarquable que sur le chemin de l'art Heidegger commence par déterminer le monde de la production et du produit »
Il constate qu'il y a une parenté entre le produit d'un artisan par exemple, et l'« œuvre d'art », tous deux sont fabriqués de main d'homme. Pour comprendre la création, il faut voir plus loin que le travail artisanal, et remonter à l’essence de la « techné » qui est un savoir et un mode de production de l'étant. L'œuvre d'art se distingue, par une présence se suffisant à elle-même qui est le propre de l'œuvre, en ce sens, elle ressemble plutôt à la simple chose naturelle « reposant pleinement en cette espèce de gratuité que son jaillissement spontané lui confère ». En effet, la chose naturelle qui est, présente, à partir de son monde, montre non seulement un contour familier et reconnaissable, mais elle possède aussi une profondeur interne, une autonomie que Heidegger caractérise comme un « se tenir en soi-même » (une contenance) : « L'œuvre participe à la fois de la chose et du produit ». Toutefois dans les deux cas le couple matière-forme domine et sert à tout penser et donc ne permet de penser ce qui fait la spécificité de l'« œuvre d'art ».

#### L'«œuvre» et la vérité
Il va s'avérer que l'œuvre d'art n'est pas une simple représentation mais la manifestation de la « vérité » profonde d'une chose : « ainsi du temple grec qui met en place un monde et révèle une terre, le matériau qui la constitue, un lieu où elle s'impose (la colline pour le temple), ainsi que le fondement secret, voilé et oublié de toute chose ».
L'art est mise en « œuvre » de la vérité écrit Marc Froment-Meurice qui ne se résume ni à une simple imitation du réel, ni « reproduire une pseudo-essence générale des choses ». Ce qu'il faut retenir c'est que cette mise en  « œuvre » de la « vérité » est toujours historiale et qu'elle subit depuis l'origine, des mutations dont la dernière à savoir l'« art moderne » correspond à notre âge de la technique 

#### La vérité et l'art
On attribue à l'artiste la provenance essentielle de l'œuvre d'art. L'être-créé de l'œuvre se comprend à partir du processus de production, mais ce n'est qu'en remontant à l'origine grecque de la techné qu'on peut comprendre le processus de production. Heidegger développe l'idée que la signification de la techné, n'est pas la fabrication mais le dévoilement par l'instauration d'une ouverture. La création n'est rien d'autre que l'installation de l'étant dans l'ouvert. Dans ce processus la « vérité » est combat entre éclaircie et réserve où se conquiert l'ouvert dans lequel viendront se tenir tous les étants,
L'artiste n'a pas une claire conscience de ce qu'il veut faire, seul le « tout fera l'œuvre ». Mais surtout, remarque Heidegger , faisant ainsi, on confond « origine » et « cause ». « Les œuvres d'art ne sont pas parce que des artistes en ont produit, mais des artistes ne peuvent être en tant que créateur que parce qu'est possible et nécessaire quelque chose comme des « œuvres d'art » ».
Heidegger qui développe son intuition à partir de la représentation d'une chose ordinaire, à savoir une paire de souliers de paysan par Van Gogh, montre que cette représentation non seulement fait signe vers le  monde du labeur paysan, mais l'ouvre et « l'institue ».

## La déconstruction de l'Esthétique

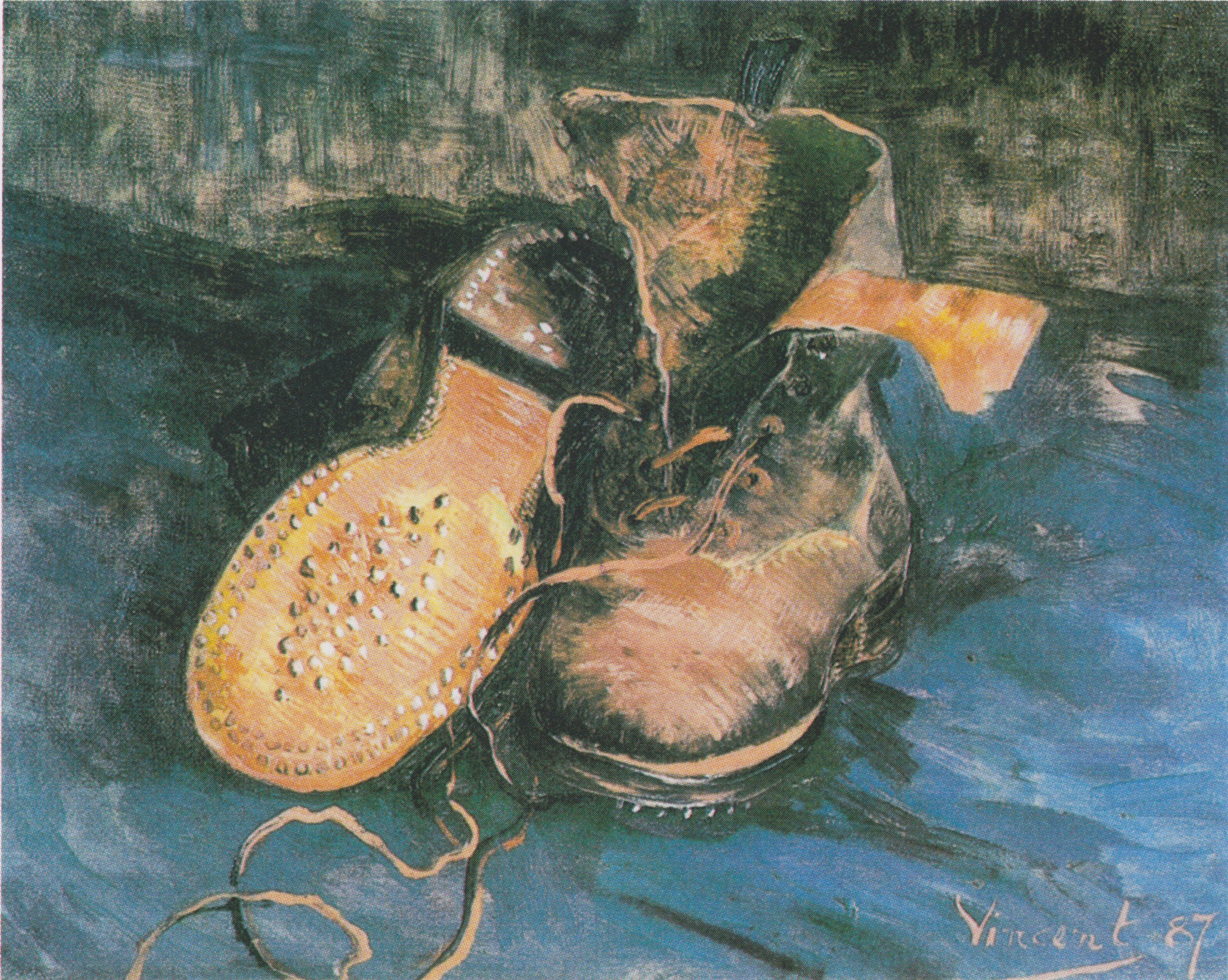
Van Gogh - Les souliers.

Pour accéder à l'essence de l'« œuvre d'art », à  « l'être-œuvre de l' œuvre », selon l'expression de Heidegger, il ne suffit pas de se libérer de toute discipline esthétique pour revenir à une conception pré-moderne de l'art, mais il s'agit de poursuivre le travail de déconstruction en deçà. Il faut d'abord de se départir des concepts fondamentaux platoniciens et aristotéliciens, comme le concept de « forme » et celui de  « matière » qui en sous main encadrent notre compréhension des œuvres,.
Heidegger prend appui sur deux exemples d'œuvre d'art concrètes un tableau de Van Gogh « représentant » de vieux souliers et un temple grec. Si l'on se réfère à Cézanne, considéré comme le fondateur de la peinture moderne : la tâche du peintre est de « faire d'après nature » (d'imiter). Heidegger entend cette thèse non comme le décalque de la chose mais, l'œuvre d'art étant aussi un « faire », un « produit », comme l'injonction d'avoir à « créer » selon le mode de « faire » de la « nature » , qu'il comprend elle-même comme phusis, grecque,.
Heidegger fait ainsi retour à la conception grecque de la « techné » comme « poesis », ποίησις, c'est-à-dire celle qui la considère tout d'abord comme un savoir et un savoir « anticipateur » de l'artisan mais aussi, et c'est le point décisif, la techné, τέχνη , « désigne chez les Grecs aussi bien l'art de l'artiste que le métier de l'artisan [...] ce n'est pas d'abord agencer, façonner, élaborer, voire émettre des effets, c'est d'abord mener à parution, conduire quelque chose à se manifester, à se mettre à découvert sous un visage déterminé » écrit Jacques Taminiaux. Ce qui rapproche la techné, qui est la suite d'un savoir, et la « Phusis » qui est l'éclosion de ce qui vient de soi-même en présence c'est comme le note Hadrien France-Lanord « ce qui demeure à l'une et à l'autre en retrait, c'est l'élément en lequel elles ont lieu [...], c'est la « vérité » en tant qu'« ouvert sans retrait » »,.

## L'accès à l'essence de l'œuvre

### De l'essence de l'outil à l'essence de l'œuvre
Dans l'exemple des vieux souliers de Van Gogh , Heidegger remarque que ce n'est pas la composition physique supposée (cuir, tissus et clous) qui en fait connaître « l'être ». Ce que vise cette représentation nous le savons instantanément ; une vieille paire de souliers fatigués, c'est-à-dire, une chose d'usage que Heidegger nomme un « être-produit ». « En tant que la chaussure est un étant déterminé, elle est un ustensile et, comme tout ustensile, s’intègre dans un monde, ou ensemble d’étants qui lui sont reliés par l’usage. Le propre d’un « outil », c’est en effet qu’il ne vaut jamais par lui-même, mais toujours en relation avec d’autres objets ». « L'outil présuppose l'ouverture d'un monde ».
« Ce qui est remarquable en revanche dans ce tableau de Van Gogh,  c’est que la chaussure est présentée comme un absolu, isolée de tout contexte utilitaire qui permettrait de l’assujettir à une quelconque maîtrise » écrit Jacques Darriulat.
Malgré le fait qu'autour de cette paire de souliers de paysan, il n’y a rigoureusement rien, la manière dont l’œuvre d’art la fait advenir dans la présence, n'est pas dépourvue de signification, au contraire souligne cet auteur. Par l’œuvre d’art, la chose cesse de se référer à d’autres choses, ou d’autres étants, pour être à l'origine d'une ouverture ou une « éclaircie » sur l’Être. Comme le note Christian Dubois, dans l'esprit d' Être et Temps, nous étions « à la recherche de l'être de l'outil (ce que représente la paire de souliers) afin de penser l'être de l'œuvre mais l'œuvre elle-même nous montre ce qu'était l'être de l'outil en l'inscrivant dans son monde. Ce sera à partir de l'œuvre, de sa portée « monstrative » que l'outil (la paire de souliers) peut être pensé ».
Avec la conférence nous assistons à un renversement : l'œuvre « dévoile l'utilité comme horizon mieux que ne pourrait le faire la simple observation directe d'un soulier ». De plus Heidegger pousse plus loin son analyse, il montre dans son exposé que « cette utilité elle-même repose plus loin que dans la banalité usée des produits ». L'« être-produit » ne se dévoile pas au simple examen des souliers , mais à travers l'œuvre en tant que « dévoilement-décèlement » écrit Marc Froment-Meurice. Heidegger va montrer, que ce qui nous est donné en priorité dans la représentation de ces souliers, c'est moins leur usage que l'épaisseur et la pesanteur du monde paysan à travers ce qui en constitue, selon son expression, « la plénitude de l'être essentiel », c'est-à-dire  leur « solidité » , en allemand die Verlässlichkeit,.

### L'œuvre d'art ne représente pas, elle dévoile

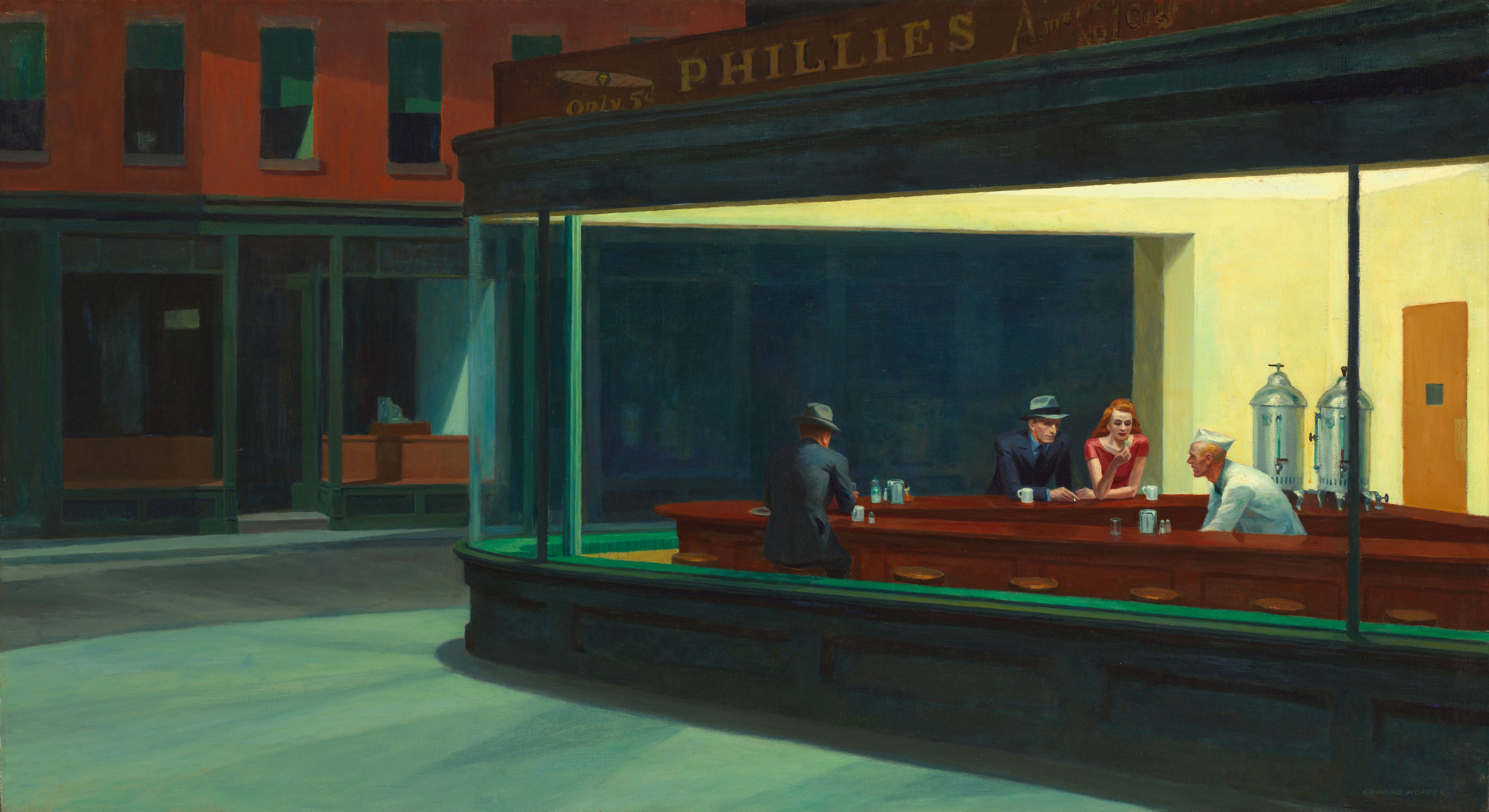
Nighthawks (1942)

Depuis toujours l'« œuvre d'art » est perçue comme une chose qui possède la particularité de renvoyer à autre chose qu'elle-même, elle est allégorie, symbole, rappelle Heidegger, ce que l'on a coutume de résumer en disant que l'« œuvre d'art » « représente de manière sensible ce qui est insensible  (à savoir) l'idée, l'idéal, l'esprit absolu les valeurs etc . Cette interprétation « métaphysique » de l'art comme manifestation sensible du non-sensible n'atteint pas le propre de l'art » écrit Alain Boutot. Comme l'écrit Heidegger : 

« L'« œuvre d'art », ne présente jamais rien, et cela pour cette simple raison qu'elle n'a rien à présenter, étant elle-même ce qui crée tout d'abord ce qui entre pour la première fois dans l'ouvert »

Selon lui, l'« œuvre d'art » est une puissance qui ouvre et « installe un monde »,.
Dans Être et Temps, la mondéité du monde (ce qui fait qu'un monde est monde, son essence) se montrait à travers l'angoisse que provoquait la rupture accidentelle de la chaîne des renvois. Sur ce sujet, Christian Dubois écrit « ce qui dans Être et Temps, montrait fugitivement, la « mondéité » du monde à même l'outil cassé, devenu inopportun ou manquant, se montre cette fois à partir du tableau qui révèle un monde et une terre » ; l'œuvre d'art, quant à elle, livre sa vérité, en avançant librement à l'horizon du monde, qu'elle ouvre, étroitement liée à la terre mère, comme autour des œuvres que constituent par exemple, l'irruption d'un temple grec dans la campagne sicilienne ou de simples souliers usagés dans le tableau de Van Gogh.
La pensée d'Heidegger nous dit Hadrien France-Lanord manifeste ici « une mutation quant au déploiement de l'être de la  vérité » que l'on constate à partir de 1930. À ce stade de sa pensée, la vérité de l'« être-œuvre » qui va se faire jour est moins le résultat d'un effort de la connaissance humaine, d'une éducation du goût, que d'un décèlement (un dévoilement), une « alètheia », dans la terminologie grecque vers laquelle Heidegger se tourne à partir de son cours sur « l' Introduction à la métaphysique », qui  révèle le sens profond  de la technè.
Par comparaison, ce qui demandait dans Être et Temps, dans le monde ambiant de la quotidienneté, un effort de l'observateur, une véritable expertise phénoménologique de l'outil, pour pouvoir dépasser les simples caractéristiques sensibles de la « chose » et y reconnaître péniblement l'ouverture d'un monde (celui de l'artisan par exemple), est maintenant directement révélé et dévoilé dans toute sa profondeur par la magie de l'art. L'apparence s'est maintenant renversée, ce n'est plus l'outil, en l'occurrence la paire de souliers, et l'être de cet outil qui révèlerait le monde, mais le « tableau-monde » qui nous révèle l'être de cette paire de souliers.
À titre d'exemple Marc Froment-Meurice montre en quoi la démarche strictement phénoménologique de Heidegger pourrait permette appliquée à des œuvres comme celles de Andy Warhol ou Paul Klee de saisir l'essence de l'« art moderne ».

### L'installation d'un monde
Le « monde » n'est ni le simple rassemblement de choses existantes ni un cadre dans lequel les « étants » trouvent leur place. Ce qui nous fait face s'ordonne en monde comme le souligne Christian Dubois . « Devant le tableau de Van Gogh on pouvait s'attendre à une simple illustration d'une paire de chaussures mais ce que montre le tableau c'est la vérité de l'outil dans sa portée de monde. L'œuvre nous montre ce qu'est l'être de l'outil en l'inscrivant dans son monde [...] Ce qui veut dire au moins quant à l'œuvre que celle-ci n'a rien à voir avec le beau d'une esthétique, mais avec le vrai d'une histoire ».
Plus encore, souligne Christian Dubois Heidegger perçoit l'œuvre d'art non comme une représentation de ce monde mais comme « un événement instaurateur qui ne porte même pas à l'explicite un déjà-là implicite, mais l'« l'institue » et nous reporte dans le lieu même de cette instauration [...]Le monde est toujours radicalement, monde historique, destin advenant. Cet événement inaugural d'un monde, c'est ce que l'œuvre d'art accomplit, non après coup (comme simple) témoignage ou expression ». « Le monde n'est plus le résultat de la projection du Dasein, écrit Françoise Dastur, mais s'ouvre primordialement comme la « clairière » en relation avec laquelle ce Dasein « ek-siste » ».
Il s'agit moins de l'annonce du phénomène du monde que de la « naissance d'un monde ». Dans la postface à l'Origine de l'œuvre d'art, Heidegger déclare ne plus prétendre résoudre l'« énigme » de l'œuvre d'art mais qu'il importe de la voir et de « recueillir la parole pleine de sens qu'elle nous adresse ».

### L'art, la vérité, l'histoire

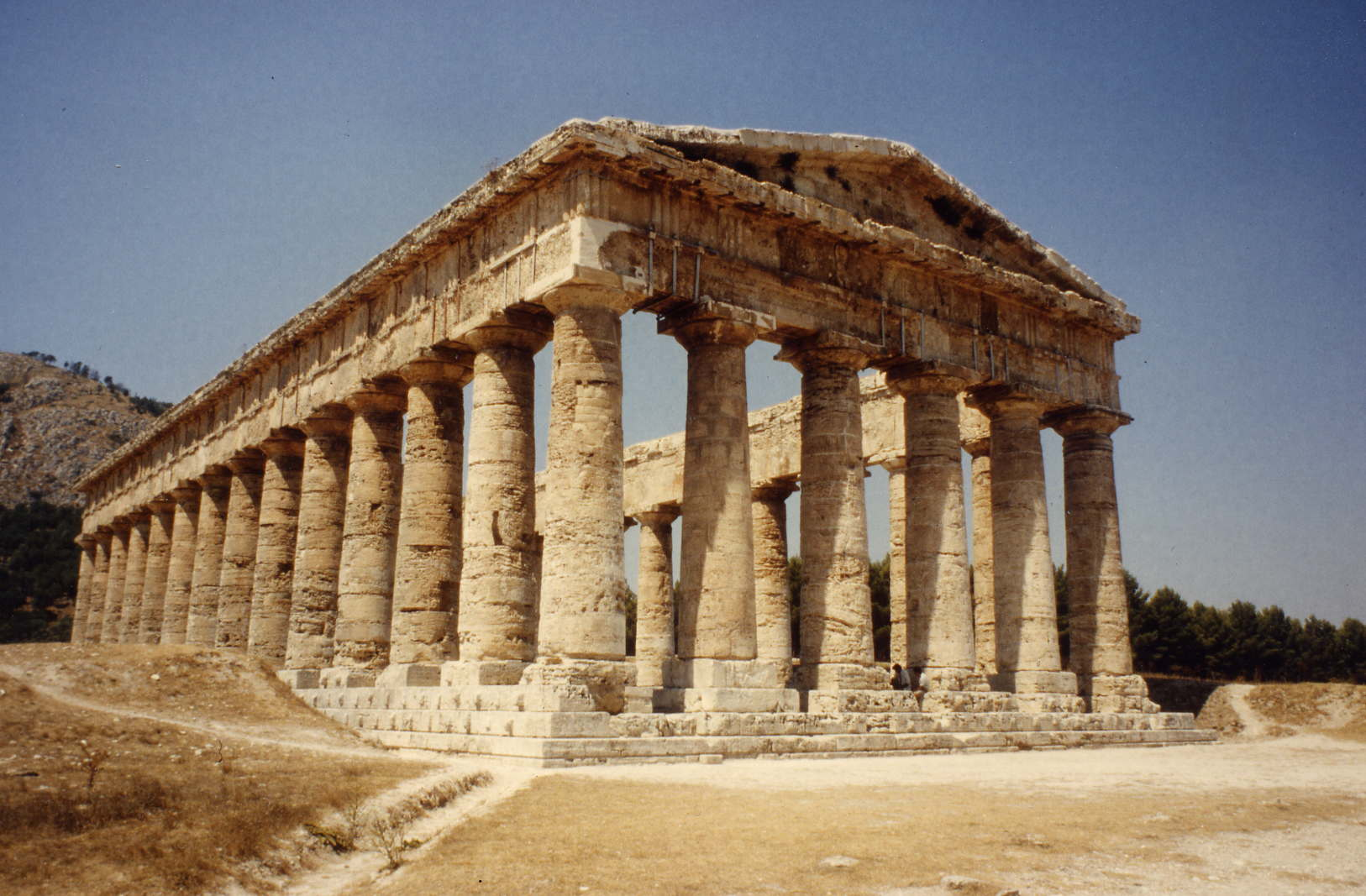
Temple de Ségeste

Dans un texte célèbre entièrement repris par Alain Boutot, Heidegger décrit comment avec le temple grec, son dieu, le rassemblement de toutes « choses » et ses liens avec la destinée humaine, un monde s'ordonne et « tandis qu'un monde s'ouvre, toutes « choses » reçoivent leur  mouvement et leur repos, leur éloignement et leur proximité, leur ampleur et leur étroitesse ».

« Un bâtiment, un temple grec, n'est à l'image de rien. Il est là simplement, debout dans l'entraille de la vallée. Il renferme en l'entourant la statue du Dieu et c'est dans cette retraite qu'à travers le péristyle il laisse sa présence s'étendre à tout  l'enclos sacré. Par le temple, le Dieu peut être présent dans le temple. Cette présence du Dieu est, en elle-même, le déploiement et la délimitation de l'enceinte en tant que sacrée. Le temple et son enceinte ne se perdent pas dans l'indéfini.C'est précisément l'œuvre-temple qui dispose et ramène autour d'elle l'unité des voies et des rapports, dans lesquels naissance et mort, malheur et prospérité, victoire et défaite, endurance et ruine donnent à l'être humain la figure de sa destinée »

« L'art dans l'œuvre, porte l'être à la tenue et au paraître comme étant » selon Heidegger dans Introduction à la métaphysique, cité par Gérard Guest. Avec une grande puissance d'évocation dans le texte cité plus haut à propos du temple grec, il évoque la capacité rassemblante de l'œuvre d'art sur les quatre, ciel, terre, mortels et dieux, ainsi que la confrontation complexe entre les mouvements contradictoires de dé-couvrement et de recouvrement de l'étant, de brillance et d'obscurcissement, au sein de ce concept d' « Ereignis » qui avait tant surpris Hans-Georg Gadamer.
Il faut comprendre ce monde comme un événement inaugural à partir duquel toutes choses prennent sens. « L'œuvre est cet événement démesuré qui donne toute mesure : elle est l'installation d'un monde et en ce sens, elle est radicalement historique, origine de l'histoire ». « Installant un monde et laissant venir la terre, l'œuvre est l'effectivité du combat où est conquise l'éclosion de l'étant dans sa totalité, c'est-à-dire la « vérité » ».

### L'œuvre d'art et le combat du monde et de la terre
Pour Alain Boutot, « l'installation d'un monde n'est cependant qu'un des deux moments de l'« être-œuvre » de l« 'œuvre d'art ». L'autre moment indissociable du premier, se situe dans ce que Heidegger appelle la production ou encore le « faire-venir-de-la-terre » ».L'idée de « Terre », die Erde qui n'est, ni la nature, ni l'humus du sol, idée que Heidegger doit au poète Hölderlin, n'est évoquée qu'à l'occasion de l'affrontement der Streit, entre Monde et Terre. Heidegger introduit la notion de « terre » qui s'oppose au concept de « monde », dans la mesure où contrairement au « s'ouvrir » du monde, il y a dans l'œuvre d'art quelque chose qui se ferme et se recèle,. Joël Balazut ajoute que « le laisser être ou Begegnenlassen pensé sous sa forme la plus originelle délivre l’étant à l’encontre non pas comme pure présence « sous les yeux », mais comme ce qui à la fois se donne et se refuse, comme ce qui, entrant en présence, puise à une dimension se tenant en retrait dans l’absence. Il présentifie l’étant comme se manifestant de soi-même en puisant à une dimension d’altérité, comme comportant, - …une retenue …une compacité reposant en elle-même … un élément d’étrangeté - ». Mais « le Monde et la Terre, bien qu'antagonistes ne sont pas séparés l'un de l'autre, ils sont tournés l'un vers l'autre dans une proximité essentielle ». L'irruption de ce concept de « terre » en philosophie, concept qui résonnait avec une tonalité mythique et gnostique, fit selon Hans-Georg Gadamer, sensation.
Cette « Terre » n'est rien « elle n'est pas un domaine découpé dans l'étant tout entier, mais la manière dont l'étant se déploie ». Hadrien France-Lanord se référant au texte d'Heidegger précise prenant l'exemple du Temple grec en quoi consiste cette notion nécessaire à l'affrontement avec le monde . En effet pour Hans-Georg Gadamer, « la grande découverte que rend possible l'essai de Heidegger sur l'origine de l'œuvre d'art est bien que la terre incarne une détermination ontologique nécessaire de « l'œuvre d'art » ».
Contrairement au pur produit  l'œuvre d'art, met plutôt en relief la matière qui la constitue, que ce soit le bois d'une sculpture, la toile d'une peinture , les mots d'un poème ou les pierres du temple. « Le temple fait ressortir la pesanteur de la pierre, le tableau porte les couleurs à leur éclat, et le poème amène la parole au dire ».
Parce que le  monde n'a rien d'étant mais se « déploie » comme événement fondamental à partir duquel tout étant se donne en son sens il y a besoin de la « Terre » sur quoi va se fonder et se dresser un monde,. « La terre est l'afflux infatigué et inlassable de ce qui est là pour rien écrit Martin Heidegger ».
De cette même conférence, Didier Franck, reprenant la poétique description du temple grec conclut que « rien ne se montre de soi-même  mais tout est néanmoins montré et rayonne de la splendeur de l'indirect » .
Jacques Darriulat nous invite à distinguer « la philosophie esthétique, qui n’est en fin de compte qu’un humanisme, de la philosophie de l’art, ou plus exactement de l’œuvre d’art, telle que Heidegger en conçoit le projet, et qui est une « ontologie », c'est-à-dire une méditation sur la question de l’Etre ».

## Commentaires et critiques
En 1968 Meyer Schapiro, historien américain de la peinture publie un article intitulé : « L’objet personnel, sujet de la nature morte. À propos d’une notation de Heidegger sur Van Gogh », et estime que le tableau étudié représente non des souliers de paysan mais des souliers de vagabond, faisant référence au vagabondage du peintre. Cette erreur découlerait de la fascination de Heidegger pour les valeurs traditionnelles et sa philosophie du retour à la terre. Le  commentaire et les objections de Schapiro  souffrent  de  ne  considérer  que  la description  des  souliers (en  lui  accordant  sans  doute  plus  d’importance  qu’elle  ne  le mérite), et implicitement d’y réduire la thèse de Heidegger . Or ce n'est pas la condition paysanne qui constitue l'être-produit de l'œuvre, mais la « solidité » et la « constance » que la prédilection pour l'« usage » recouvre. De fait comme le perçoit Jacques Derrida « Schapiro (…) méconnaît un argument heideggerien qui devrait ruiner d’avance sa propre restitution des chaussures à Van Gogh : l’art comme ”mise en œuvre de la vérité”  n’est ni une “imitation”, ni une “description” copiant le “réel”, ni une “reproduction”, qu’elle représente une chose singulière ou une essence générale. En revanche, tout le procès de Schapiro en appelle aux chaussures réelles : le tableau est  censé les imiter, représenter, reproduire. Il faut alors en déterminer l’appartenance à un sujet‐réel ou prétendu tel. ».
Jean-Marie Schaeffer tente une critique plus spécifiquement philosophique en accusant Heidegger de s'enfermer dans un cercle logique puisqu'il s'agit de « saisir l'art à partir de l'œuvre mais ce qu’est l’œuvre, nous ne le recueillons que par la compréhension de l’essence de l’art ». Jacques Derrida critique l'essai rhétorique à propos du tableau de Van Gogh qu'il qualifiera : « d'effondrement pathétique dérisoire ».